# 김현중 (야구 선수)
김현중(金玹中, 1986년 8월 16일~)는 전 KBO 리그 삼성 라이온즈의 포수이다.

## 출신학교
- 충암초등학교
- 성남중학교
- 성남고등학교